# مارتا کوردره
مارتا کوردره (انگلیسی: Marta Corredera؛ زادهٔ ۸ اوت ۱۹۹۱) بازیکن فوتبال اهل اسپانیا است.
از باشگاه‌هایی که در آن بازی کرده‌است می‌توان به تیم فوتبال زنان آرسنال، باشگاه فوتبال زنان بارسلونا، باشگاه فوتبال زنان رئال مادرید، و باشگاه فوتبال زنان اتلتیکو مادرید اشاره کرد.
وی همچنین در تیم‌های ملی فوتبال زنان اسپانیا و Catalonia women's national football team بازی کرده‌است.